# Henry, Nebraska
Henry är en ort i Scotts Bluff County i delstaten Nebraska, USA.